# Challes-les-Eaux Basket
La Challes-les-Eaux Basket è una società di pallacanestro femminile di Challes-les-Eaux, in Savoia, Francia.
È stata fondata nel 1954 come sezione della Challes-les-Eaux Sport. Nel 1986 vince la Nationale Féminine 2 ed è promossa nella massima serie, di cui è campionessa in tre stagioni consecutive. Nel 1994 inizia una crisi economica che porta alla retrocessione e al fallimento nel 1998. La squadra riparte con il titolo della squadra riserve dai campionati regionali e risale fino alla Ligue Féminine de Basket nel 2005. Nel 2010-11 giunge in semifinale dei play-off per il titolo, miglior risultato dal suo ritorno nell'élite del basket francese.

## Palmarès
- Campionati francesi: 3
1990-'91, 1991-'92, 1992-'93
- Coppa di Francia: 1
1988
- Tournoi de la Fédération: 2
1991, 1993
- Nationale Féminine 1: 2
1986, 2005
- Nationale Féminine 2: 1
2003